# Gerechtsgebouw (Antwerpen)
Het gerechtsgebouw van Antwerpen, vaak ook vlinderpaleis genoemd, is een gebouw in het zuiden van de Belgische stad Antwerpen. Het is gelegen aan de Bolivarplaats, waar vroeger zich het Zuidstation bevond. Het gebouw werd ontworpen door Richard Rogers.
Onder het gebouw loopt de Bolivartunnel.

## Beschrijving
Het gerechtsgebouw bestaat uit zes grote glazen vleugels van vier verdiepingen. Een belangrijk herkenningspunt van het nieuwe gerechtshof zijn de zes 'punthoeden' gelegen boven de grote zittingzalen. Naast deze zes grote schaaldaken zijn er nog 26 kleinere schaaldaken gelegen boven de kleinere zittingzalen. De schaaldaken werden via de Schelde naar de Ledeganckkaai getransporteerd.

De zittingzalen zijn te bereiken via de centrale hal of salle des pas perdus. In de volksmond wordt het nieuwe gerechtsgebouw de frietzakskes of het vlinderpaleis genoemd. De tweede naam heeft te maken met het bovenaanzicht: vanuit de lucht gezien, of op een grondplan, doen de zes vleugels aan een vlinder denken.

## Geschiedenis
De gerechtelijke diensten in Antwerpen waren vanaf 1874 in het gerechtsgebouw aan de Britselei gevestigd. Dit was vanaf de jaren 1980 te klein en een uitbreiding van het bestaande gebouw was niet haalbaar. Voor een nieuwbouw werd de plaats van het vroegere Zuidstation gekozen. In 1998 organiseerde de Regie der Gebouwen een internationale architectuurwedstrijd. Winnaar hiervan was een ontwerp van Richard Rogers. De werken duurden van april 2001 tot oktober 2005.
In september 2000 sloot de Regie der Gebouwen een promotieovereenkomst af met de n.v. Justinvest Antwerpen, een tijdelijke vereniging tussen Interbuild, KBC en Dexia.
De promotor stond in voor de alternatieve financiering, het projectbeheer als de projectcoördinatie tijdens de uitvoering van de bouwwerken.
Het gebouw werd op 28 maart 2006 ingehuldigd door koning Albert II, minister van Justitie Laurette Onkelinx, minister van Financiën Didier Reynders, gouverneur Camille Paulus en burgemeester Patrick Janssens, samen met de Antwerpse politieke, politionele en gerechtelijke top.
Het gebouw kostte 280 miljoen euro, wat bijna vier keer het geraamde bedrag was.

## Diensten
Het Vlinderpaleis huisvest de volgende diensten:
- Vredegerechten van de zeven Antwerpse kantons
- Politierechtbank Antwerpen afdeling Antwerpen
- Rechtbank van eerste aanleg Antwerpen afdeling Antwerpen
- Arbeidsrechtbank Antwerpen afdeling Antwerpen
- Ondernemingsrechtbank Antwerpen afdeling Antwerpen
- Parket van de procureur des Konings
- Arbeidsauditoraat Antwerpen
- Orde van Advocaten Balie Antwerpen
- Dienst slachtofferonthaal  (Justitiehuis Antwerpen)

Het hof van beroep, het parket-generaal, het arbeidshof, het auditoriaat-generaal en het hof van assisen van Antwerpen zijn tot de renovatie- en restauratiewerken aan het oude gerechtsgebouw aan de Britselei voltooid zijn aan de Waalsekaai gevestigd, met uitzondering van het assisenhof, dat zich in het Vlinderpaleis bevindt.

## Galerij

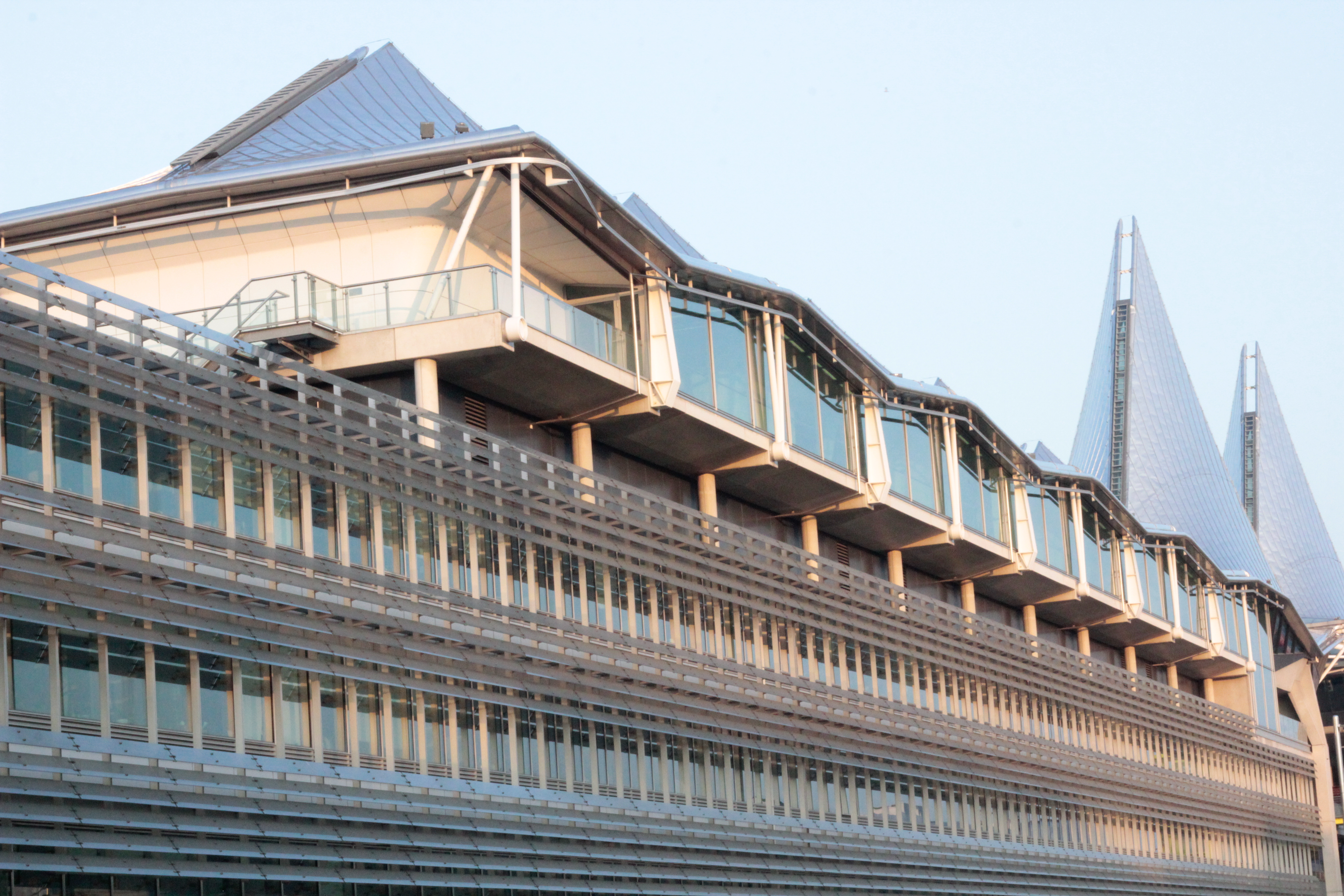
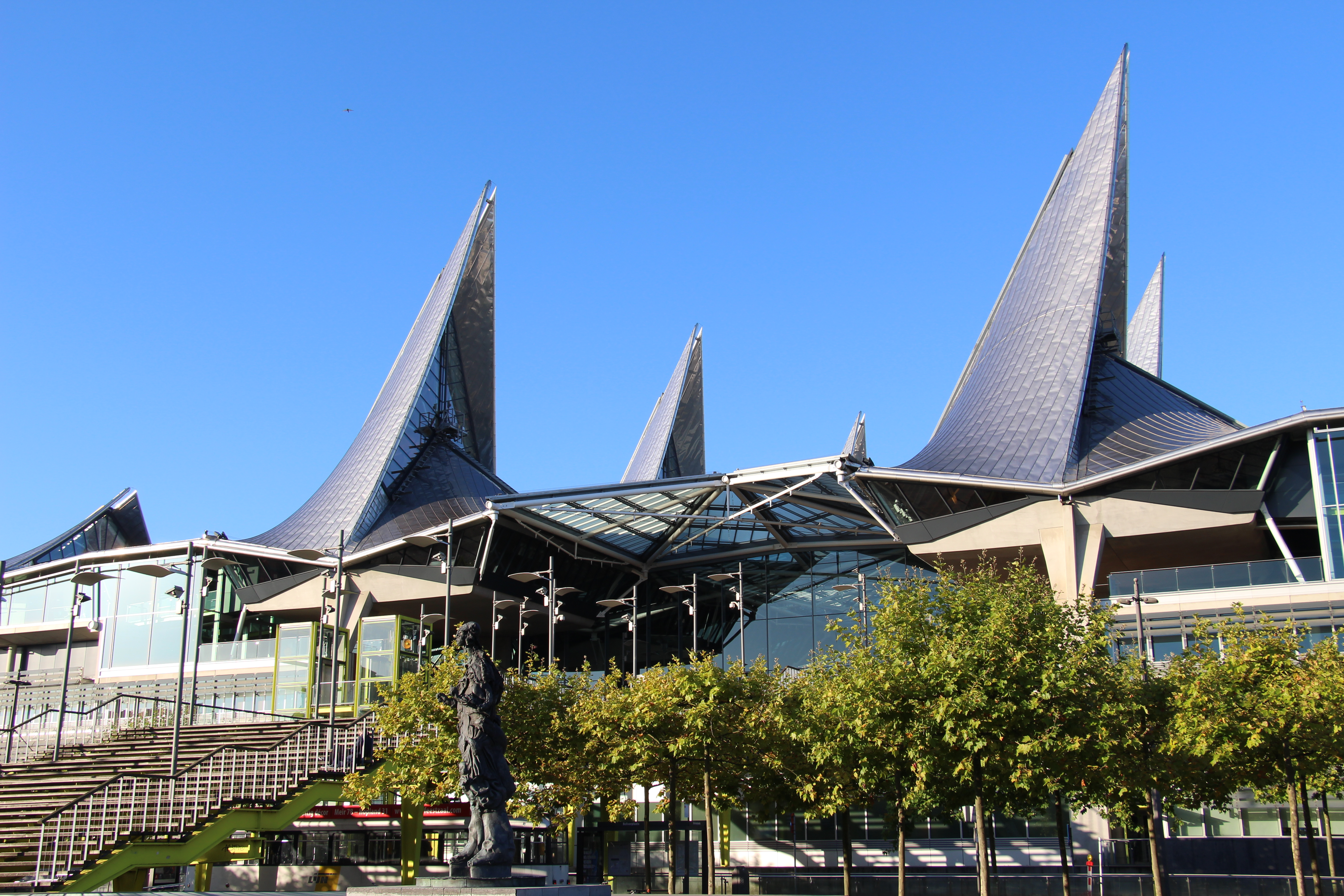
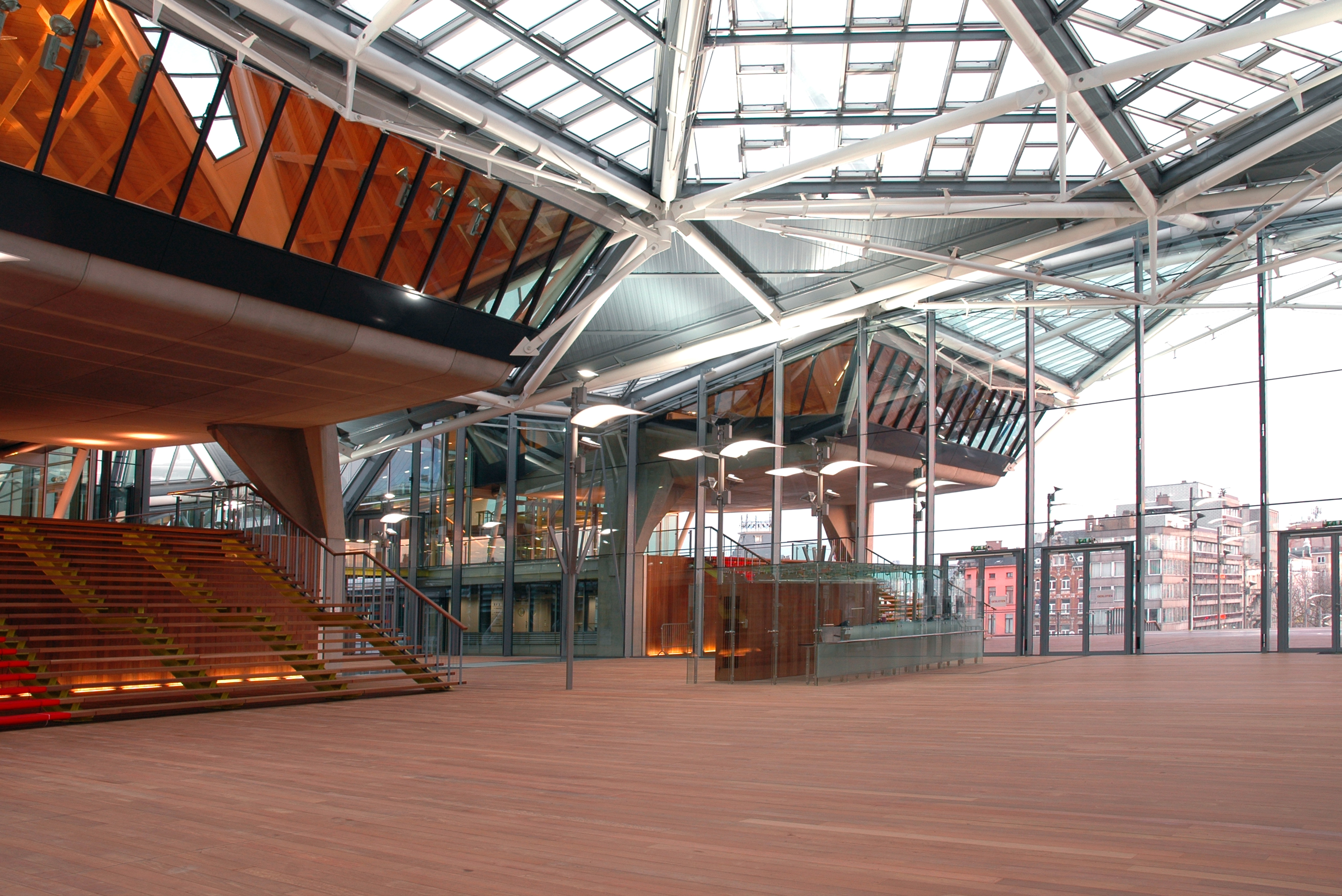
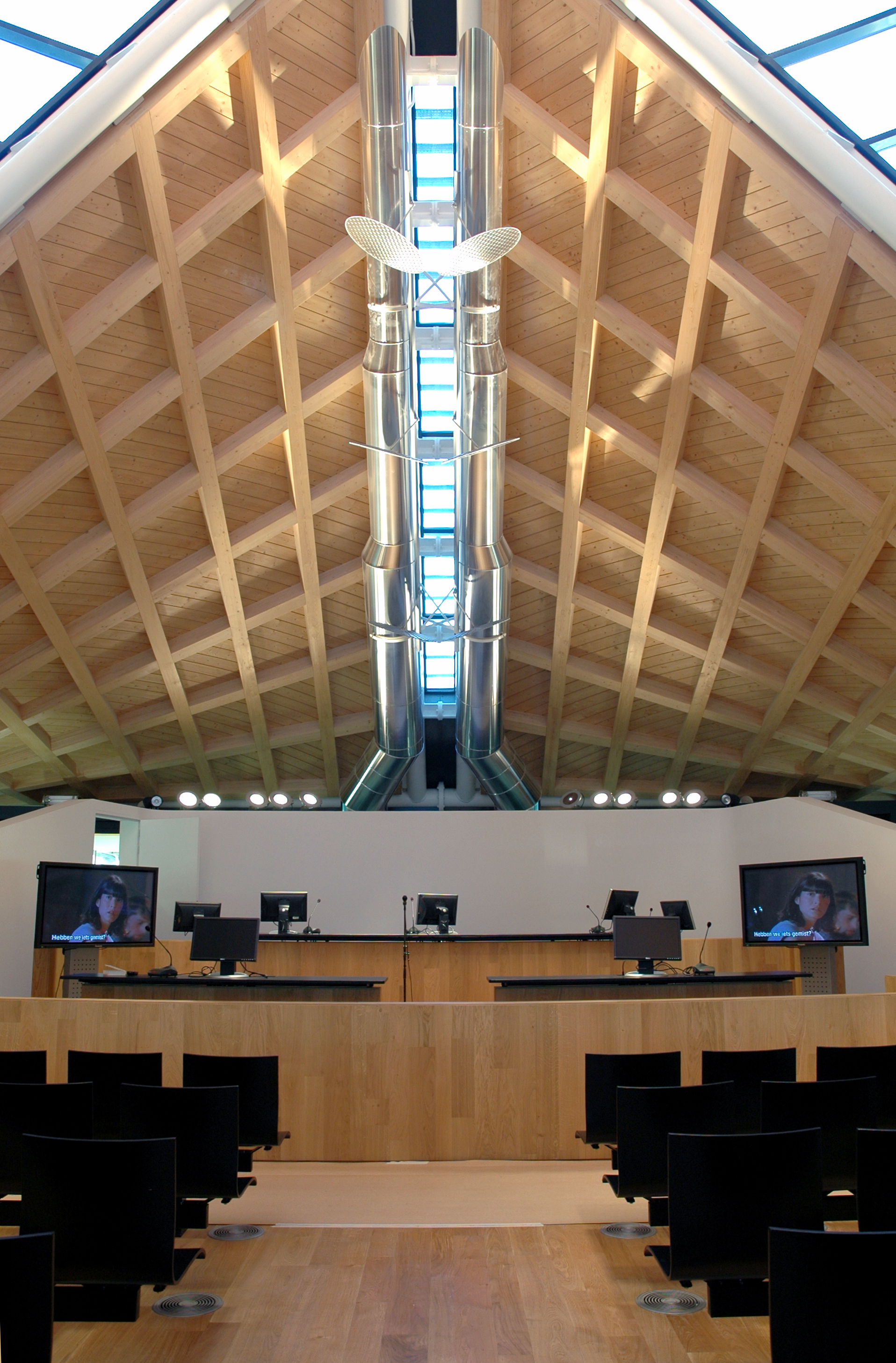
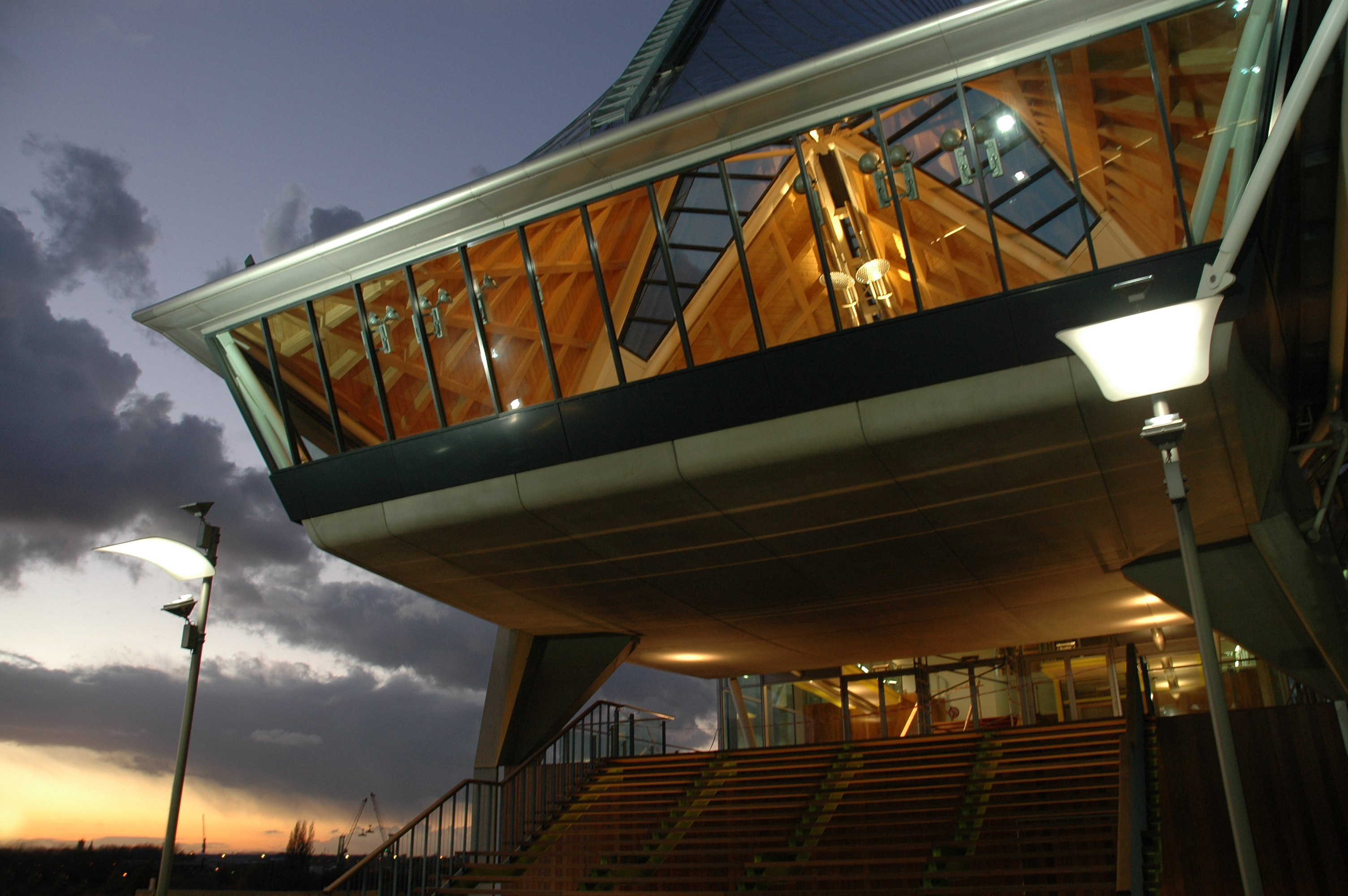
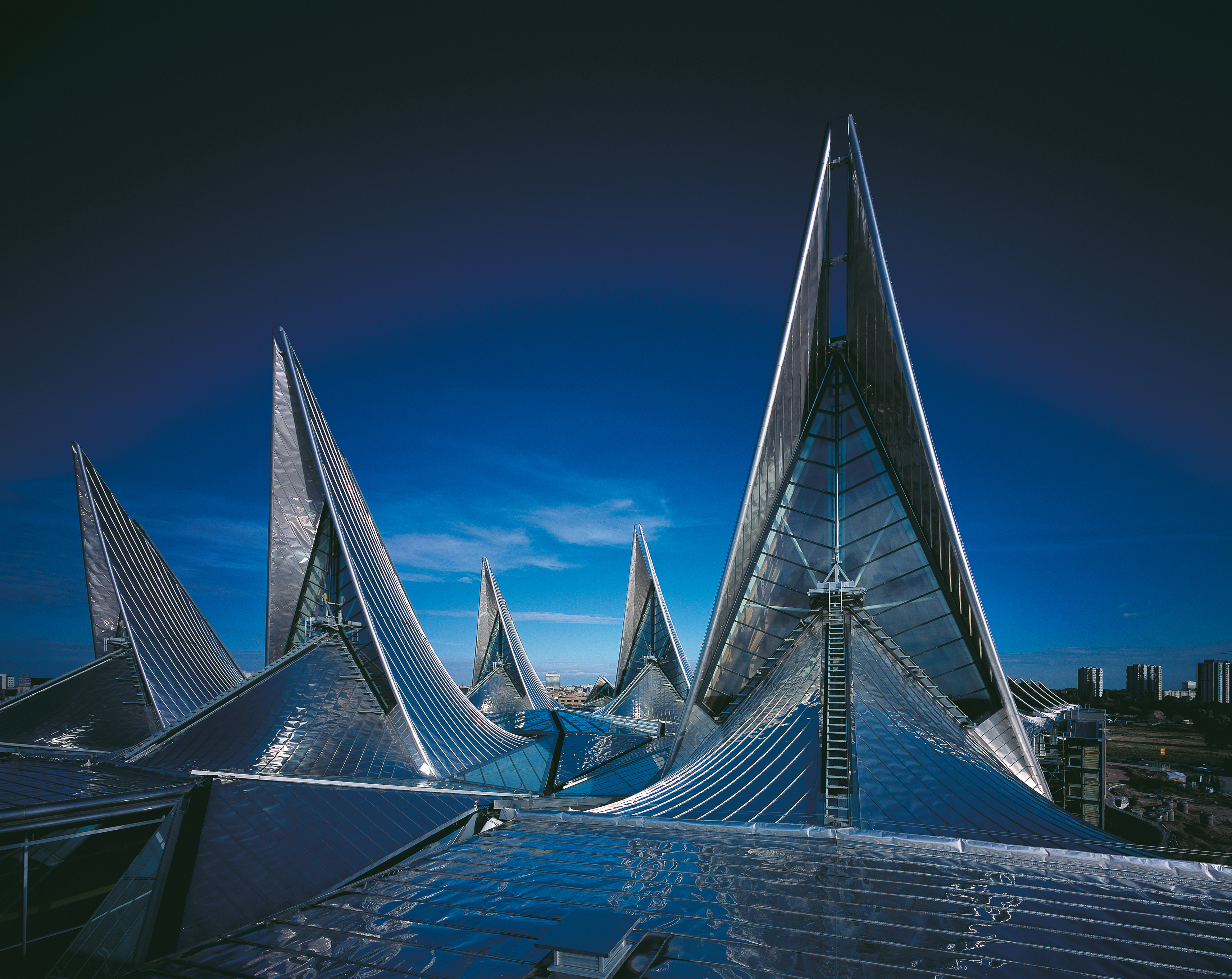
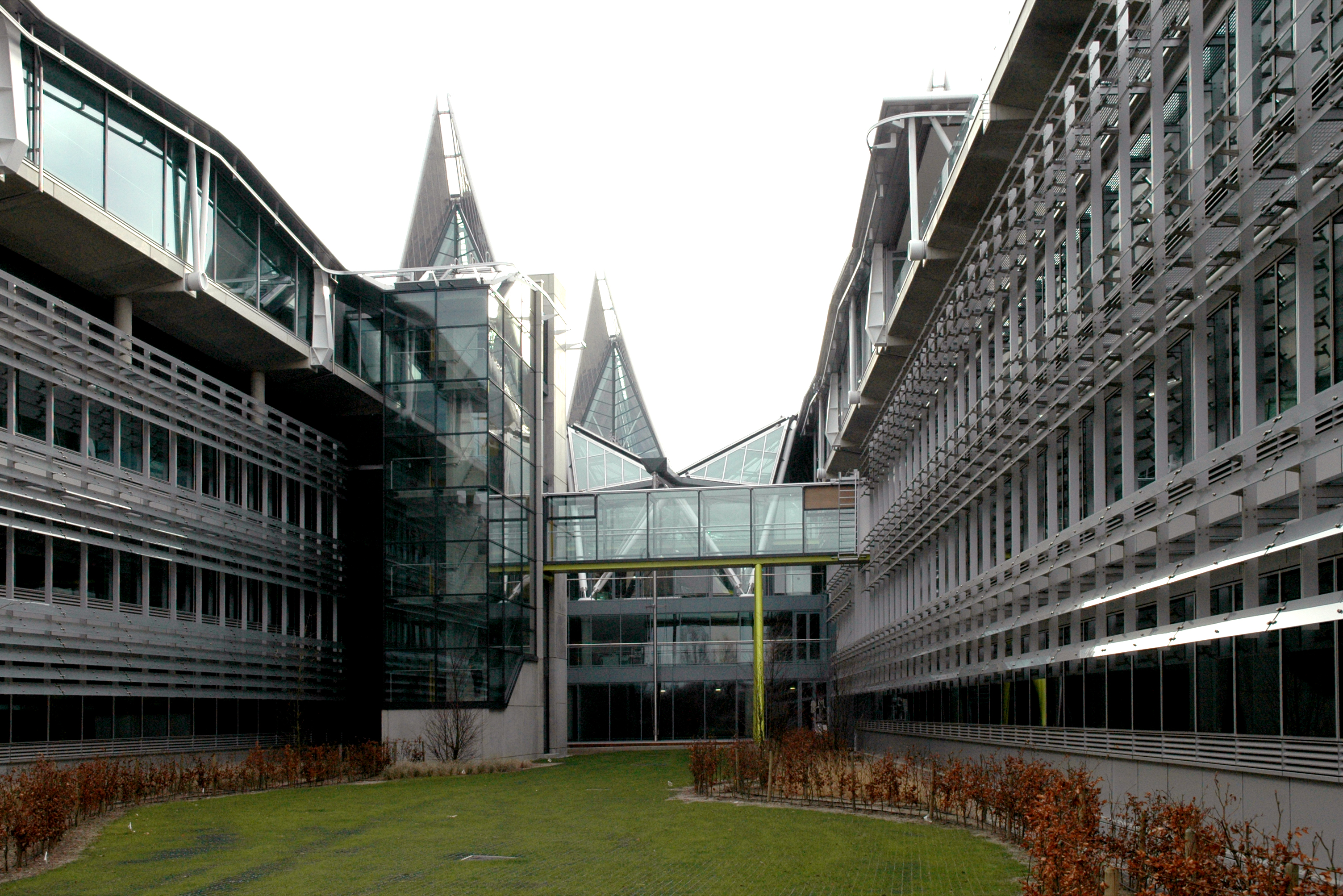
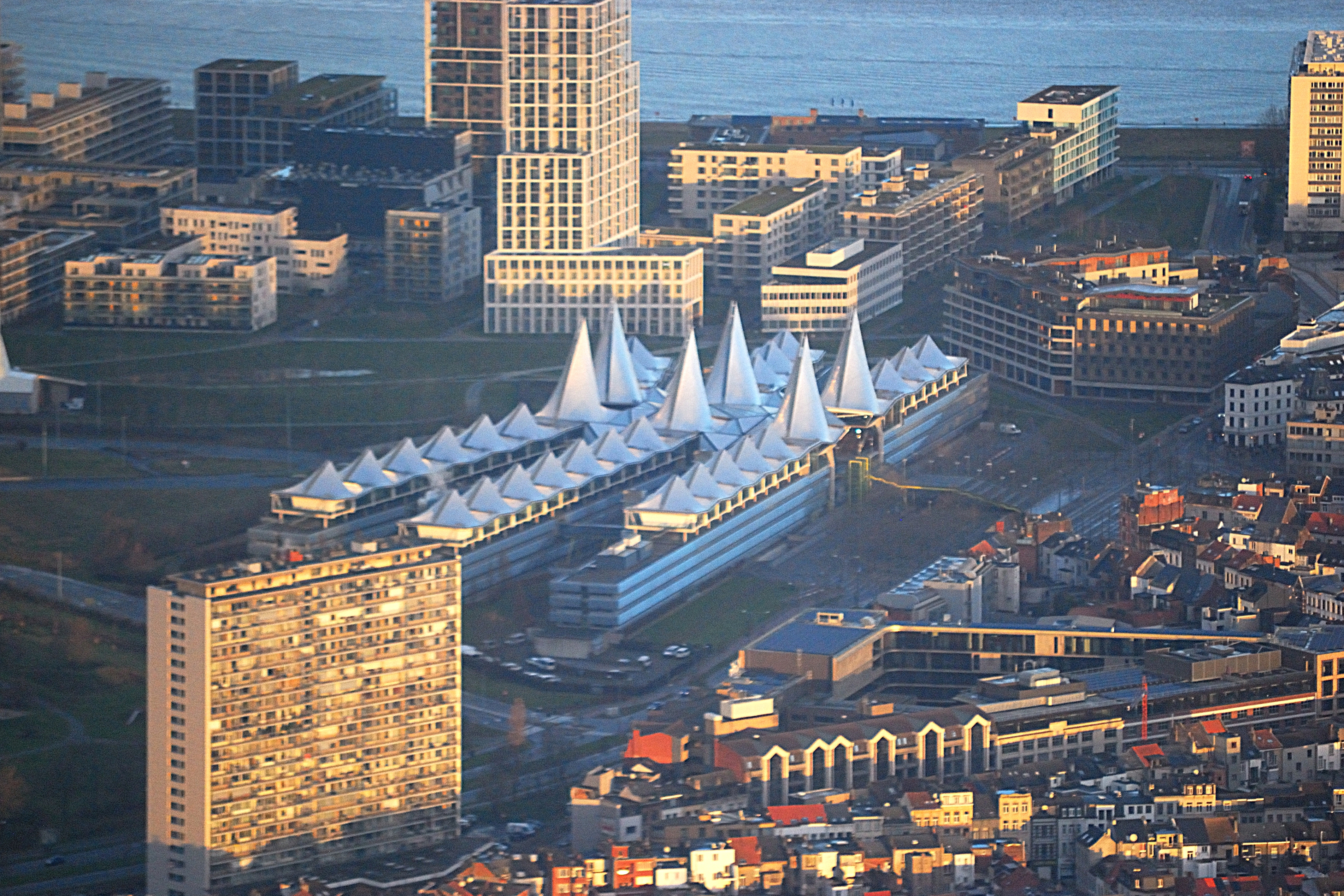
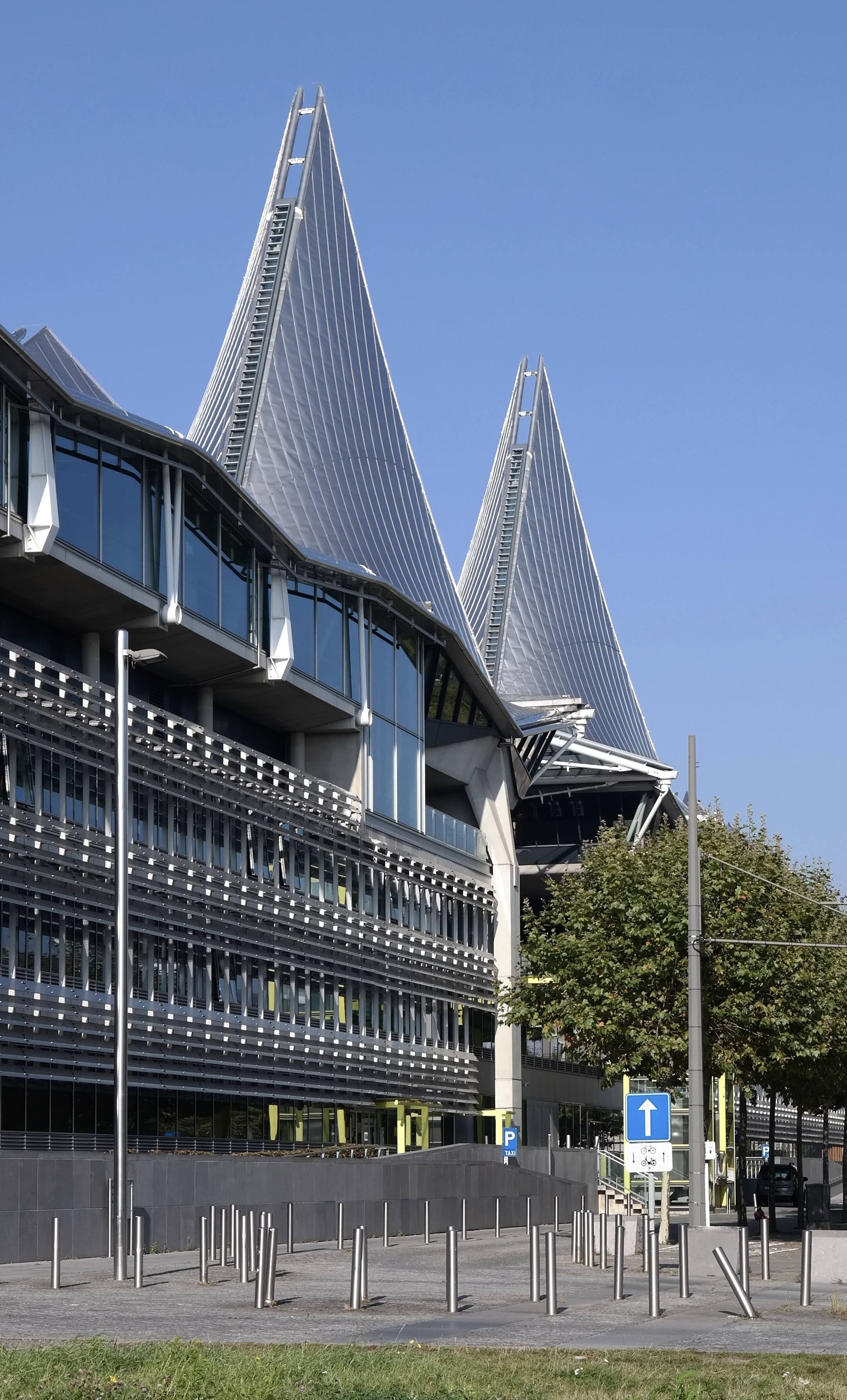
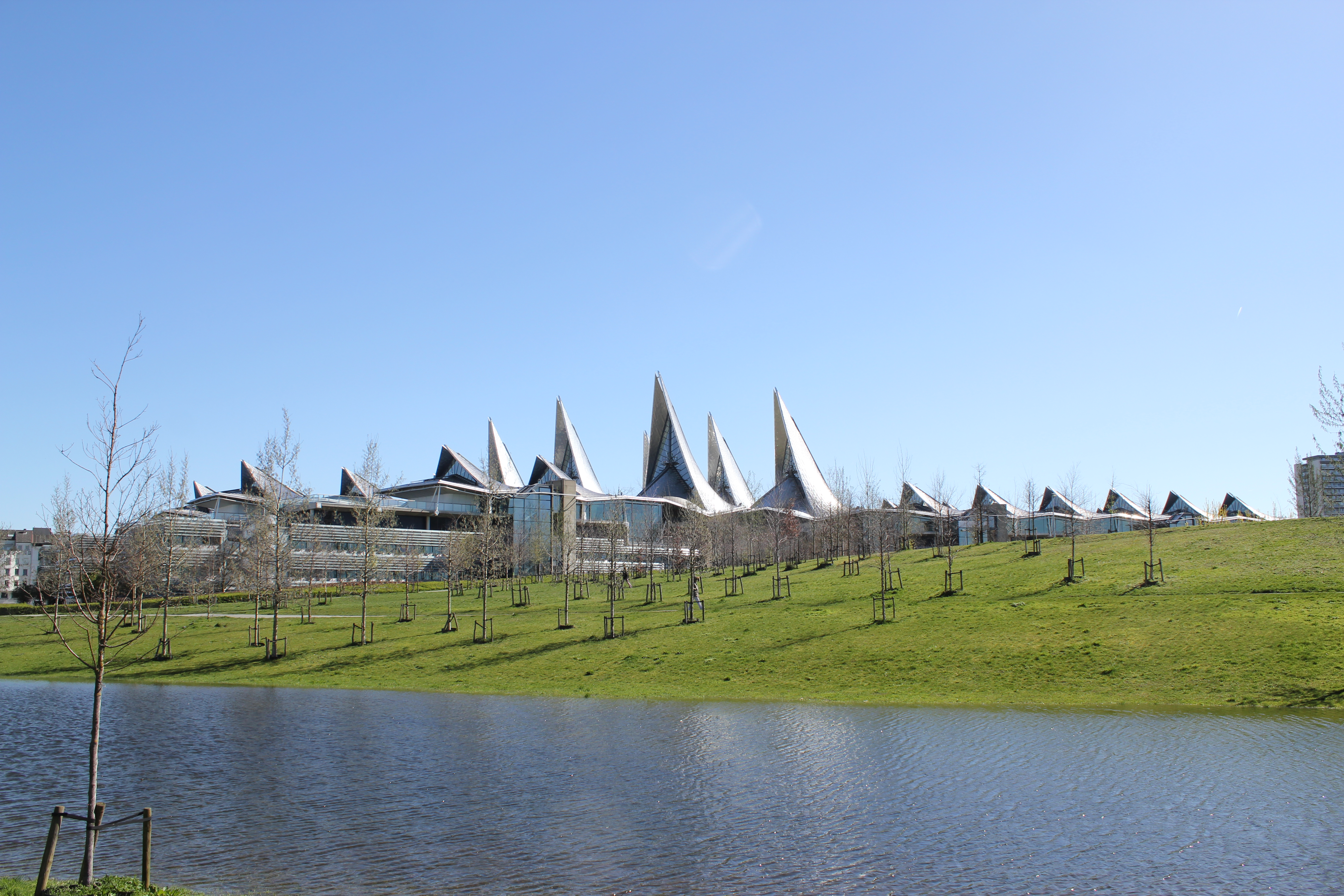